# Bruno Chinellato
Bruno Chinellato (Mestre, 1º novembre 1946 – Grosseto, 4 settembre 2008) è stato un allenatore di calcio e calciatore italiano.

## Carriera
Ha svolto la propria carriera di calciatore quasi esclusivamente in Serie C, con l'eccezione di una stagione in massima serie con la Lazio (6 presenze nel campionato 1969-1970, con una rete all'attivo della sconfitta esterna col Foggia del 13 dicembre 1970), e una in Serie B col Como (16 presenze).

## Palmarès

### Giocatore

#### Competizioni nazionali
- Serie C: 1

Lecco: 1971-1972

#### Competizioni internazionali
- Coppa delle Alpi: 1

Lazio: 1971

#### Altre competizioni
- Campionato De Martino: 1

Lazio: 1970-1971